# Rambla de Abanilla
Rambla de Abanilla är ett periodiskt vattendrag i Spanien. Det ligger i den sydöstra delen av landet, 300 km sydost om huvudstaden Madrid.